# Blaulauge
Blaulauge ist eine Natronlauge mit Indikator, üblicherweise Lackmus oder Bromthymolblau.

## Verwendung
Blaulauge wird zur Bestimmung des Säuregehaltes von Weinen, Fruchtsäften u. ä. verwendet. Es sind speziell für diesen Zweck sogenannte Acidometer-Sets erhältlich, die aus einem Messzylinder mit spezieller Skalierung und der Blaulauge bestehen. Der Zylinder wird bis zur Nulllinie mit der Probeflüssigkeit befüllt, dann wird langsam Blaulauge zugegeben. Durch den zu der Natronlauge zugegebenen Indikator kommt es zu einem Farbumschlag der Titrationslösung, bei dem der Säuregehalt der Probe am Messzylinder abgelesen werden kann; bei Bromthymolblau ist die neutrale Lösung grün, während im sauren Bereich die Farbe zunächst in Gelb und dann in Rot umschlägt. Bei sehr dunklen Rotweinen ist der Farbumschlag jedoch teilweise schwer zu beobachten.